# Покровка (Прибайкальський район)
Покровка (рос. Покровка) — село Прибайкальського району, Бурятії Росії. Входить до складу Сільського поселення Ітанцинського.
Населення — 242 особи (2015 рік).